# Комарова, Любовь Сергеевна
Любовь Сергеевна Комарова (род. 3 сентября 1988) — российская футболистка, игрок в мини-футбол и пляжный футбол, выступающая на всех позициях в поле.

## Биография
Воспитанница футбольной школы «Чертаново» (Москва), занималась с 11 лет у тренера Т. Н. Бикейкиной. В первой половине сезона 2005 года выступала за основную команду своего клуба в высшем дивизионе России. Во второй части сезона играла за другого аутсайдера высшей лиги — петербургскую «Неву». 15 октября 2005 года в последнем туре сезона забила свой первый гол в чемпионате страны, в ворота «Чертаново» (1:2). В дальнейшем выступала только на любительском уровне. В 2010-е годы играла в первом дивизионе России за «Юность Москвы» и московское «Торпедо», позднее — во втором дивизионе за московские «Царицыно» и «Вулкан».
В мини-футболе играла за ряд клубов в высшем и первом дивизионах, а также в любительских турнирах, в том числе за московские «Чертаново», РГАУ-МСХА, «Задорные-ВТБ», «Строгино», подмосковные «Долгие Пруды», сибирские «Томск-СибГМУ» и «Запсибколледж» (Тюмень). Вызывалась в сборную России (2012). В сезоне 2020/21 выступала в высшем дивизионе России за СПК (Пермский край).
В пляжном футболе неоднократно принимала участие в финальных турнирах чемпионатов России в составе московских клубов «Локомотив», «РГАУ-МСХА», «Задорные», «Строгино». Была капитаном «Строгино». Бронзовый призёр чемпионатов страны 2015, 2019, 2020 годов. В 2019 году вызвана в сборную России и приняла участие во Всемирных пляжных играх в Катаре. Стала автором первого гола российской команды на этом турнире, 11 октября 2019 года в матче против США (3:1). В 2020 году в составе петербургской «Звезды» приняла участие в Кубке европейских чемпионов (4 матча) и стала третьим призёром турнира.
Одновременно с игровой карьерой работала детским тренером в школе «Чертаново».
Окончила Московский институт физической культуры и спорта (2013).